# 과학자
과학자(科學者, 영어: scientist)는 자연 계열의 지식을 드높이기 위해 과학적 방법을 수행하는 사람이다. 이론적 또는 물리적 실험을 하여 과학을 탐구하는 사람을 말한다. 과학 분야 (물리학, 화학, 생명과학, 지구과학)에서 일하는 사람을 모두 총칭할 수 있다. 과학자들은 새로운 과학적 사실을 연구하여 발표를 하고 그 연구한 것을 공학적 방법으로 응용하기도 한다.

## 어원
원래 자연을 대상으로 한 지적 탐구는 라틴어 'philosophia naturalis'(natural philosophy, 자연철학)이라고 불려 거기에 종사하는 사람들은 1800년 무렵에도 natural philosopher(자연철학자) 등으로 불리고 있었다. 하지만, 'philosophy'의 이름으로 불리고 있던 지식 일반 가운데, 독자적인 성질을 가지는 지식이 생겨났음이 인식되어 그 지식을 부르는 데 라틴어 'Scientia'의 명칭이 이용되게 된 것과, 그 지식을 탐구하는 전문가 집단이 스스로를 다른 집단과 구별해 말하기 시작한 것을 반영해, 1834년에 케임브리지 대학의 윌리엄 휴얼이 'Scientia'로부터 파생시키는 형태로 'Scientist'라고 하는 말을 만들어, 'Science'에 종사하는 사람들을 'Scientist'(사이언티스트)라고 부르는 것을 제안했다. 그것이 정착해 현재까지 이르고 있다. 

## 같이 보기
- 기술자
- 노벨물리학상
- 노벨화학상
- 노벨 생리학·의학상
- 발명가